# (1806) Derice
(1806) Derice est un astéroïde de la ceinture principale.

## Description
(1806) Derice est un astéroïde de la ceinture principale. Il fut découvert le 13 juin 1971 à Bickley par l'Observatoire de Perth. Il présente une orbite caractérisée par un demi-grand axe de 2,24 UA, une excentricité de 0,11 et une inclinaison de 3,8° par rapport à l'écliptique.

## Compléments